# The Inter-City
The Inter-City是英国现已结业的国营垄断铁路公司“英国铁路”的一种速度较快且停站较少的长途旅客列车服务。该旅客列车服务自1950年开办，运行于英国铁路西部倫敦帕丁頓車站经伯明翰雪丘站至伍尔弗汉普顿低地站区间，其连接英格兰第一大城市伦敦和第二大城市伯明翰。
欧洲将线路横跨至少两座城市行政区域且速度较快、停站较少的旅客列车称为“城际列车”即始于“英国铁路”的这一旅客列车服务。在1959年至1960年冬季时刻表中，该旅客列车服务是倫敦帕丁頓車站和伍尔弗汉普顿低地站之间唯一每小时一班且全天提供餐车服务的旅客列车，其如此频密的班次在于英国铁路西部为弥补西海岸主线电气化工程导致的运力不足。